# Deutscher Katalanistenverband
Der Deutsche Katalanistenverband (DKV) ist ein wissenschaftlicher Fachverband, dessen Ziel die Vertretung und Förderung der wissenschaftlichen Katalanistik im deutschsprachigen Raum ist. Er wurde 1987 in Frankfurt am Main als Deutsch-Katalanische Gesellschaft gegründet. Der erste Präsident war Tilbert Dídac Stegmann, die ersten Vizepräsidenten waren Brigitte Schlieben-Lange und Axel Schönberger.
Sein Ziel verfolgt der DKV unter anderem durch die Veranstaltung von Tagungen, darunter dem Deutschen Katalanistentag, der 2014 zum 24. Mal stattfand, die Veröffentlichung wissenschaftlicher Publikationen, die Förderung wissenschaftlicher Projekte und des wissenschaftlichen Nachwuchses sowie die Zusammenarbeit mit anderen Romanistenverbänden.
Zu Ehren von Brigitte Schlieben-Lange wurde 2022 bereits zum 19. Mal vom Verband eine Ausschreibung zur Förderung von Forschungsvorhaben der Katalanistik vorgenommen.